# قسم كوير الريفي (مقاطعة آران وبيدغل)
قسم کویر الريفي (بالفارسية: دهستان کویر) هي منطقة سكنية تقع في إيران في Kavirat District. يقدر عدد سكانها بـ 4,001 نسمة .